# Meuselwitz
Meuselwitz är en stad i Landkreis Altenburger Land i förbundslandet Thüringen i Tyskland.